# 回歸悲劇
《回歸悲劇》是倪匡筆下著名科幻小說衛斯理系列之一，是《藍血人》故事的後半部，早年的版本《回歸悲劇》內容在《藍血人》故事之內。據作者在序中交代，下集的定名是指「藍血人」方天千方百計用盡方法回歸土星，卻不知道他的星球已然發生了悲劇。 

## 內容簡述
流落地球的土星人方天在衛斯理的協助下，得以取回飛行導航儀器。然而，一直威脅著土星人的無形飛魔「獲殼依毒間」亦混入了地球，雖然最終方天能成功上到火箭，但亦犧牲了衛斯理的最好朋友——被「獲殼依毒間」入侵了的納爾遜。
當方天踏上歸程之後，衛斯理從方天透過宇宙通訊儀發出的訊息得知，他的家鄉土星已經人面全非，因為國與國之間的發展武器導致土星人的形態出現天翻地覆的變化，腦部組織受到嚴重破壞變成白癡，亦有的變成像八爪魚的模樣。同時，與方天的通訊器因電源用盡而中斷，方天以後的消息去到這裡便再無法得知了。

## 相關書目
- 《藍血人》

| 前任者： 006 藍血人       | 衛斯理系列（按編號） 007                                            | 繼任者： 008 蜂雲             |
| 前任者： 妖火、真菌之毀滅 | 衛斯理系列（按連載時序） 1964年8月5日至1965年2月19日 （包括藍血人） | 繼任者： 透明光、真空密室之謎 |